# هنري باربوس
هنري باربوس (17 مايو 1873 في باريس - 30 أغسطس 1935 في موسكو)، هو كاتب روائي وشاعر فرنسي، وعضو في حزب المجتمع الفرنسي. حصل على جائزة غونكور سنة 1916.

## حياته
ولد هنري باربوس بضاحية أنيار سور سين بمدينة باريس في 17 مايو 1873، لأبوين ميسورين، فوالده كان كاتبا مسرحيا مرموقا، وكانت والدته سليلة أسرة عريقة، اضطر أبوه إلى رعايته الكاملة رغم مشاغله، بعد موت أمه وهو لم يتجاوز عمره الست سنوات، فأخذ هنري باربوس يوسع مداركه الأدبية إلى جانب دروسه التي يتلقاها من مدرسته الإبتدائية ثم الثانوية، إلى أن إنتقل إلى مدرسة المعلمين العليا بباريس ثم كلية رولان حتى انتظم في جامعة السوربون متخصصا في دراسة القانون.
كان بربوس مولعا بالأدب منذ الصغر، موهوبا في مجال الشعر والكتابة، ولكنه كان يتميز دائما بالفكر والتفكير بحيث تفجرت ملكاته وقدراته في قاعات الجامعة وأبهائها وردهاتها، الأمر الذي لفت اليه أنظار أساتذته وجمع حوله زملاءه من الثوريين المتحمسين للعدل الإجتماعي انطلاقا من مفهوم المساواة والإخاء والحرية، وهي المبادئ التي أصبحت دستورا للثورة الفرنسية والمجتمع الفرنسي بعد ذلك.
ومزج باربوس وهو مازال طالبا في السوربون - يفوز بالجوائز الأدبية وبأعلى التقديرات الدراسية- بين الكتابة والفكر، بين مايكتبه ومايفكر فيه: وبطريقة واقعية رغم انتشار المذاهب الأدبية المختلفة وأبرزها «الرمزية» بزعامة فرلين ورامبو ومالارميه، و«الكلاسيكية» التي كانت تمتد بجذورها المحافظة وقيمها الجامدة وقوانينها الصارمة. فقد وجد أن كلا المذهبين يعيش في الخيال والأوهام مبتعدا عن الآم الناس وآمالهم منفصلا عن أرض الوطن والعالم الذي يعيش فيه.
أصدر باربوس أول عمل أدبي له عام 1895م، وهو ديوان «النائحات» الذي كان سببا في تعرفه بالكاتب الواقعي كاتول منديس وابنته التي صارت زوجة له، فاستطاعت بثقافتها وشاعريتها أن تساعده كثيرا وأن تسعده أكثر.
أما الديوان الأول فقد أحدث ضجة في الأوساط الأدبية، وظن الجميع أنه يعني ميلاد شاعر ينبئ بمستقبل باهر. ولكن باربوس هجر الشعر بسرعة لما أحس فيه من تعالي على رجل الشارع من ناحية والواقع الثوري من ناحية أخرى. فاتجه إلى الرواية لأنها تمثل في رأيه مرآة المجتمع، ولأنها ضمير الشعب بكل فئاته وعلى اختلاف طبقاته. فأصدر عام 1903م رواية «المتضرعون» يُحاول أن يمسك بالوسط الذهبي، ذاته وذكرياته من ناحية، ومعاناة الجماهير وتمنياتهم من ناحية أخرى، بالنضال والكفاح.... وفي العام نفسه 1903م أصدر أهم رواياته على الإطلاق رواية «[[الجحيم (رواية)|الجحيم]]» وفيها تتأكد موهبته ويكتمل نضجه وتتضح رئيته ويتميز أسلوبه وتتبلور لغته ويتحدد هدفه.
أما روايته «النار» التي صدرت عام 1916م فتدور أحداثها وحوادثها حول الحرب العالمية الأولى متخذة شكل المذكرات التي سجلها الكاتب بنفسه أثناء المعارك والخنادق والاقتحام والمقاومة. وقد نال باربوس عن هذه الرواية جائزة الجونكور الكبرى في العام التالي لنشرها.

## من مؤلفاته
له أعمال روائية كثير منها:
- ديوان «النائحات» (1895م).
- رواية «المتضرعون» (1903م).
- الجحيم (رواية) (1903م).
- رواية «النار» (1916م).
- مجموعة قصص قصيرة بعنوان «نحن الآخرون» عبارة عن ثلاث مجموعات وهي: الشهيرة والرحمة وجنون الحب.
- رواية «الضياء» (1919م).

## روابط خارجية
- هنري باربوس على موقع IMDb (الإنجليزية)
- هنري باربوس على موقع الموسوعة البريطانية (الإنجليزية)
- هنري باربوس على موقع ديسكوغز (الإنجليزية)